# Martín Silva
Martín Andrés Silva (Montevideo, 25 maart 1983) is een Uruguayaans voetballer die dienstdoet als doelman. Hij verruilde Club Olimpia in januari 2014 voor Vasco da Gama. Silva debuteerde in 2009 in het Uruguayaans voetbalelftal.

## Clubcarrière
Silva begon zijn profcarrière in zijn vaderland Uruguay, bij Defensor Sporting Club. Voor die laatste club speelde hij 176 competitiewedstrijden. In 2011 stapte hij over naar Club Olimpia Asunción, dat hij na drie jaar verruilde voor CR Vasco da Gama.

## Interlandcarrière
Silva maakte zijn debuut voor het Uruguayaans voetbalelftal op 12 augustus 2009 in de vriendschappelijke uitwedstrijd tegen Algerije (1–0). Zijn voornaamste concurrent bij de nationale ploeg is Fernando Muslera. Silva maakte deel uit van de Uruguayaanse selectie bij het WK voetbal 2010, Copa América 2011 (winnaar) en de FIFA Confederations Cup 2013 in Brazilië. Daar speelde hij de volledige wedstrijd in de groepsfase tegen laagvlieger Tahiti. Uruguay won dat duel met 8–0, onder meer door vier treffers van Abel Hernández.
In mei 2014 werd Silva door bondscoach Oscar Tabárez opgenomen in de selectie voor het wereldkampioenschap 2014. Hij kwam op het toernooi niet in actie. Silva maakte eveneens deel uit van de Uruguayaanse selectie die deelnam aan de WK-eindronde 2018 in Rusland. La Celeste behaalde drie zeges op rij in groep A, waarna de ploeg van Tabárez in de achtste finales afrekende met regerend Europees kampioen Portugal (2–1) door twee treffers van aanvaller Edinson Cavani. Zonder diens inbreng (kuitblessure) verloor Uruguay vervolgens in de kwartfinale met 2–0 van de latere wereldkampioen Frankrijk. Silva kwam tijdens het toernooi niet in actie voor zijn vaderland.
| Interlands van Martín Silva voor Uruguay | Interlands van Martín Silva voor Uruguay | Interlands van Martín Silva voor Uruguay | Interlands van Martín Silva voor Uruguay | Interlands van Martín Silva voor Uruguay | Interlands van Martín Silva voor Uruguay | Interlands van Martín Silva voor Uruguay |
| №                                        | Datum                                    | Wedstrijd                                | Uitslag                                  | Competitie                               | Goals                                    |                                          |
| Als speler van Defensor Sporting         | Als speler van Defensor Sporting         | Als speler van Defensor Sporting         | Als speler van Defensor Sporting         | Als speler van Defensor Sporting         | Als speler van Defensor Sporting         | Als speler van Defensor Sporting         |
| ---------------------------------------- | ---------------------------------------- | ---------------------------------------- | ---------------------------------------- | ---------------------------------------- | ---------------------------------------- | ---------------------------------------- |
| 1                                        | 12 augustus 2009                         | Algerije – Uruguay                       | 1 – 0                                    | Vriendschappelijk                        | 0                                        |                                          |
| Als speler van Club Olimpia Asunción     |                                          |                                          |                                          |                                          |                                          |                                          |
| 2                                        | 23 juni 2013                             | Uruguay – Tahiti                         | 8 – 0                                    | Confederations Cup                       | 0                                        |                                          |
| 3                                        | 13 november 2013                         | Jordanië – Uruguay                       | 0 – 5                                    | WK-kwalificatie                          | 0                                        |                                          |
| 4                                        | 20 november 2013                         | Uruguay – Jordanië                       | 0 – 0                                    | WK-kwalificatie                          | 0                                        |                                          |

## Erelijst

### Defensor Sporting Club
- Landskampioen

2008

### Club Olimpia Asunción
- Liga Paraguaya

2011 [C]

### Uruguay
- Copa América

2011